# Paul Schebesta
Padre Paul Schebesta (Groß Peterwitz, 20 marzo 1887 – Mödling, 17 settembre 1967) è stato un religioso, antropologo e linguista tedesco, famoso per i suoi studi antropologici sui pigmei della valle dell'Ituri e dei pigmoidi Semang, della penisola di Malacca.

## Vita
Nato il 20 marzo 1887 a Groß Peterwitz, in Slesia, una zona tedesca al confine con Polonia e Repubblica Ceca, il futuro missionario, antropologo e linguista, crebbe in questa realtà multietnica sperimentando di persona la lotta della minoranza morava per evitare di essere assimilata e cancellata dalla politica di "germanizzazione" dello stato prussiano. Ordinato sacerdote divenne missionario in Mozambico, dove iniziò a mettere in pratica i suoi studi antropologici e le teorie della Scuola Etnologica di Vienna. Paul Schebesta nella sua opera missionaria e nelle sue spedizioni venne in contatto con vari popoli dei quali studiò lingua, tradizioni, usi e costumi. Notevoli sono stati i suoi contributi agli studi sul popolo autoctono della penisola malese dei Semang, con i quali visse in modo continuativo per un certo periodo. Le sue principali ricerche sul campo si svolsero tra il 1924 ed 1950. L'opera più importante è quella riguardante il popolo dei Pigmei. A Schebesta, per il suo lavoro, divenuto una pietra miliare dell'antropologia, fu attribuito da quelle stesse popolazioni autoctone, anche per la sua sensibilità e il rispetto dimostrato nei loro confronti, il titolo onorifico di “Baba wa bambuti” (Padre dei Pigmei).

## Opere e Bibliografia
- P.J. Schebesta, Revisiting my Pygmy Hosts, Hutchinson & Co,, Londo 1936
- P.J. Schebesta, Among the Forest Dwarfs of Malaya, Oxford University Press, London 1973
- P.J. Schebesta, Among Congo Pygmies, AMS Press, New York 1977
- W. Dupre, Paul Joachim Schebesta, 1887-1967, “American Anthopologist” 70 (1968), n. 3, pp. 537–545